# Stroop émotionnel
En psychologie, la tâche de Stroop émotionnelle est utilisée comme une approche de traitement de l'information pour évaluer les émotions. Comme l’effet Stroop standard, le test du Stroop émotionnel consiste à examiner le temps de réponse du participant pour nommer les couleurs des mots qui lui sont présentés. Contrairement à l’effet Stroop traditionnel, les mots présentés se rapportent soit à des états émotionnels ou à des troubles spécifiques, soit ils sont neutres (par exemple, « regarder », « en bouteille », « ciel »). Par exemple, les participants déprimés seront plus lents pour dénommer la couleur des mots déprimants plutôt que des mots non déprimants. Il a également été démontré que les sujets sans maladies nommaient la couleur d’un mot émotionnel (par exemple, « guerre », « cancer », « tuer ») plus lentement que le nom d’une couleur neutre (par exemple, « horloge », « ascenseur »),. Les mots négatifs sélectionnés pour la tâche émotionnelle de Stroop peuvent être soit présélectionnés par des chercheurs, soit pris de l'expérience vécue par les participants ayant rempli la tâche. Généralement, lorsqu'on demande aux participants d'identifier la couleur des mots qui leur sont présentés, le temps de réaction des participants pour les mots émotionnels négatifs est plus lent que celui des mots neutres. Bien qu'il ait été démontré que les personnes d'humeurs négatives ont tendance à mettre plus de temps à réagir lorsqu'on leur présente des stimuli de mots négatifs, ce n'est pas toujours le cas lorsqu'on présente aux participants des mots qui sont positifs ou neutres.
Alors que la tâche émotionnelle de Stroop et l'effet classique de Stroop induisent des résultats comportementaux similaires (un ralentissement du temps de réponse aux mots colorés), ces tests impliquent différents mécanismes d'interférence. Le test classique de Stroop crée un conflit entre une couleur incongrue et un mot (le mot « ROUGE » écrit en bleu). Le Stroop émotionnel lui ne comporte que des mots émotionnels et neutres. La couleur n'affecte pas la vitesse de lecture car elle n'entre pas en conflit avec le mot. En effet, des études montrent les mêmes effets de ralentissement pour les mots émotionnels par rapport aux mots neutres même si tous les mots sont en noir. Ainsi, le Stroop émotionnel n'entraîne pas un effet de conflit entre la signification d'un mot et une couleur de texte, mais semble capter l'attention et ralentir le temps de réponse en raison de la pertinence émotionnelle du mot pour l'individu. L'effet Stroop standard et la tâche émotionnelle Stoop ont une fiabilité test-retest élevée,.
Il y a des variations dans la tâche du Stroop émotionnel, les participants peuvent ne pas toujours être invités à identifier la couleur du mot qui leur est présenté, mais ils peuvent être invités à répondre à d'autres stimuli présents.

## Applications cliniques
Les tâches classiques et émotionnelles de Stroop impliquent la nécessité de supprimer les réponses aux informations distrayantes, tout en maintenant de manière sélective l'attention sur la couleur du mot pour mener à bien la tâche. Cependant, la tâche de Stroop émotionnelle a été largement utilisée dans les études cliniques utilisant des mots émotionnels liés au sujet de préoccupation d'un individu particulier, tels que des mots liés à l'alcool pour quelqu'un qui est alcoolique, ou des mots impliquant une phobie particulière pour une personne souffrant de troubles anxieux ou phobiques,,. La tâche émotionnelle de Stroop a été utilisée pour évaluer le risque de suicide pour les étudiants suicidaires. Des études ont été menées sur les anciens combattants atteints de SSPT; ceux qui souffraient de SSPT avaient des temps de réponse plus lents aux mots liés au trouble que les mots négatifs neutres ou sans rapport avec ceux des anciens combattants sans SSPT.
La tâche émotionnelle de Stroop a également été utilisée pour examiner les participants présentant un trouble dysmorphique du corps 

## Différences de genre et d'âge
Il a été démontré qu'il existe des différences de performances sur la tâche Stoop émotionnel lorsque l'on compare les sexes et les groupes d'âges. Cependant, les résultats présentés sont mitigés. Par exemple, dans une étude portant les différences de rapidité des réponses entre des adultes âgés et des jeunes adultes lors d’une tâche de Stroop émotionnel contenant à la fois des mots et des visages émotionnels. Les deux groupes (adultes jeunes et âgés) mettaient plus de temps à répondre aux stimuli lorsqu’ils étaient invités à identifier des mots positifs associés à des visages négatifs. Cela suggère qu'il n'y a pas de différence entre ces deux groupes.
D'autres études ont montré des résultats différents, suggérant que les adultes plus âgés sont davantage affectés par les mots négatifs dans la tâche Stoop émotionnelle que les jeunes adultes. En ce qui concerne les différences de genre entre hommes et femmes, il a été démontré que les femmes réussissent moins bien que les hommes lorsqu'il s'agit de répondre à des propos agressifs.

## Controverse
Une étude de Larsen & Balota (2006) montre que les outils utilisés sont mal contrôlés, ce qui signifie que l'utilisation d'un mot émotionnel n'explique pas l'effet, contrairement aux facteurs linguistiques (fréquence, orthographe voisine, taille du mot). Aussi, Mathey & Gobin (2010) constatent que les voisins orthographiques sont aussi liés à l’émotivité (idiot et idiome ont des voisins orthographiques négatifs, tirades et tirages neutres, pistil n'a pas de voisin). Ainsi, il faut moins de temps au participant pour dénommer la couleur si le mot a des voisins plus neutres que négatifs. Cela s'explique par le fait que les deux voisins créent une dissonance qui permet de lire plus rapidement la couleur. Le contrôle de ces différents facteurs permet de trouver un véritable effet émotionnel.

## Voir également
- Cognition
- Biais cognitif
- Neuropsychologie cognitive
- Neuropsychologie